# La Publicitat
|  | Per a altres significats, vegeu «Publicitat». |

La Publicitat va ser un diari originàriament en castellà, però posteriorment en català, editat entre 1878 i 1922 sota el nom La Publicidad i entre 1922 i 1939 sota el nom La Publicitat. Tot i presentar-se com un diari informatiu, era marcadament polític. Va passar per mans de diferents propietaris, amb dues èpoques clarament marcades pel canvi en la llengua en què estava escrit. La primera, amb un ideari canviant en funció de la propietat, però principalment republicà i anticatalanista. La segona, marcadament catalanista.
Durant la primera etapa, tingué una ideologia canviant, essent republicà i anticlerical en els seus inicis, donant suport a Jacint Verdaguer en el seu conflicte amb la jurisdicció eclesiàstica. Posteriorment, passà a criticar el lerrouxisme, per a acabar convertint-se en el principal òrgan del moviment iniciat per Alejandro Lerroux. Dos anys més tard, el diari passà a estar al servei del Partido Reformista de Melquíades Álvarez. Després l'adquirí Antoni Tayà i li donà un to una mica més catalanista i obrerista, però la seva adquisició per part de la Federació Patronal acabà amb aquest ideari i el convertí en completament anticatalanista.
Durant la segona etapa, fou el principal òrgan del catalanisme intel·lectual, i hi col·laboraren els millors escriptors dels Països Catalans, a més d'articles ocasionals de polítics, historiadors, crítics literaris i especialistes científics catalans. El diari mantingué el seu to catalanista durant la dictadura de Primo de Rivera, però fou suspès arran dels fets del sis d'octubre (1934), i desaparegué amb l'entrada a Barcelona de les tropes de Franco.
Entre els seus col·laboradors, hi va haver Pompeu Fabra, Carles Riba, Josep Pla, Carles Sentís, Josep Vicenç Foix, Antoni Rovira i Virgili, Carles Soldevila, Avel·lí Artís-Gener, Enriqueta Sèculi i Bastida o Josep Maria de Sagarra.

## Història

### Primera etapa (1878-1922)
Publicat per primera vegada a Barcelona el 25 de febrer de 1878 sota el nom La Publicidad: Eco de la industria y del comercio i subtitulat: Diario de Anuncios, Avisos y Noticias, el seu nom ja esdevenia una mostra de modernitat, ja que la publicitat a la premsa encara es tractava de quelcom secundari o que se solia presentar com una secció ínfima del periòdic, utilitzada per a orientar als lectors, però sense les finalitats comercials d'avui.
El seu primer director va ser Eusebi Pascual i Casas, republicà i fidel seguidor de l'expresident de la Primera República Emilio Castelar, qui hi va imprimir un marcat ideari republicà i possibilista, i va establir la impremta als números 11 i 13 del carrer de Barberà (on va estar fins a la seva desaparició) i la redacció a la Rambla del Mig.
Posteriorment, el diari va passar a ser dirigit durant vint-i-vuit anys per Eusebi Coromines, amb el seu germà Emili Coromines i Carles Costa com a redactors en cap.
Durant la Guerra de Cuba,  La Publicidad es va convertir en partidària del general Weyler, així com va organitzar una campanya de la cajetilla del soldado, amb un èxit popular rotund. El diari republicà encarnava, doncs, l'esperit de la Marxa de Cadis, melodia simbòlica de l'època.
L'any 1901 va arribar al diari un Alejandro Lerroux en els inicis de la seva vida política, passant en poc temps a dirigir el diari, per acabar convertint-lo en el seu òrgan personal, representant principal del lerrouxisme de l'època. No obstant, el diari només va estar sota la seva direcció durant cinc anys, ja que va ser destituït arran dels fets del ¡Cu-Cut! Amb la destitució de Lerroux, el 1906 va entrar com a redactor en cap Romà Jori, un periodista de gran talent i profund coneixedor de l'art modern. No obstant, pocs anys després, uns joves Laureà Miró i Lluís Companys van intentar convertir el diari en instrument del partit reformista de Melquíades Álvarez, però un canvi en la propietat va tornar a canviar el rumb del periòdic. L'any 1915, Antoni Tayà, un magatzemista de fustes barceloní va aprofitar la Gran Guerra per iniciar un fructuosa carrera de navilier, però les seves ambicions anaven més enllà i va decidir fundar un diari. Aconsellat pel seu advocat, Amadeu Hurtado, qui era gran amic del principal accionista del diari, Dionís Millan, va acabar decantant-se per comprar La Publicidad, que passava una mala època des del punt de vista de difusió i venda, i transformar-lo.
Tayà va eixamplar els tallers d'impremta, va comprar unes linotips i un parell de rotatives, sent capaces d'imprimir en dotze pàgines, en lloc de les vuit de què constava, i va traslladar la redacció i l'administració al Passeig de Gràcia, tocant a Consell de Cent. A més, va posar Amadeu Hurtado a l'organització de la redacció, qui va ascendir a Romà Jori a director i va reunir un bon grup de joves escriptors, tant de la casa com vinguts de fora, una bona part dels quals venia de l'extint El Poble Català. Tots ells, inspirats per Amadeu Hurtado, van convertir el vell diari republicà en un òrgan del catalanisme d'esquerra. No va durar gaire, però.
En acabar la Gran Guerra, es va produir una crisi industrial i financera que va afectar durament tant a la indústria com a les finances catalanes. Això va provocar que els Tayà es veiessin obligats a vendre La Publicidad a la Federació Patronal a finals del 1921.
El nou gerent va ser Felip Pons Solanes, el gerent de la Patronal, mentre que el director va ser Ferran Benet, qui n'era l'advocat. Durant la primera reunió de redactors, Pons Solanes va deixar clar que el catalanisme al seu diari s'havia acabat, així com l'obrerisme. No obstant, aquesta regla se la podien saltar dos redactors del diari: Antoni Rovira i Virgili i Carles Soldevila, sempre i quan firmessin els seus escrits i ho fessin sota la seva responsabilitat. El motiu d'aquesta excepció era evident: ambdós autors havien adquirit un gran prestigi: el primer, com a comentarista de política estrangera, i el segon, per la seva secció Hojas de dietario i el seu pseudònim Myself.
Tot i això, no va caldre gaire temps per veure que la Patronal no seria capaç de mantenir el diari: Ferran Benet va deixar la direcció, va ocupar el seu càrrec interinament el revister de curses de braus i els propietaris de La Publicidad, que encara no havien abonat la totalitat de l'import de la compra del diari als Tayà, van haver de vendre part de la maquinària, que encara no estava pagada.
Va ser llavors quan va entrar en acció el nou partit resultat de la Conferència Nacional Catalana, Acció Catalana, que va comprar el diari el 1922. No obstant, una part de la redacció va fer l'intent de publicar un nou diari, La Nueva Publicidad, que no va aconseguir sortir a la venda durant més d'una setmana.

### Segona etapa (1922-1939)
Els dies 4 i 5 de juny de 1922 es va celebrar la Conferència Nacional Catalana, de la qual va sorgir un nou partit polític: Acció Catalana. Arran de la seva creació, es va arribar a la conclusió que era necessària la creació d'un instrument de propaganda catalanista poderós. Tanmateix, crear un diari des de zero era una feina llarga, difícil i exageradament cara, mentre que convertir un diari d'ascendència anticatalanista com La Publicidad en un instrument del catalanisme, rejovenir-lo i infondre-li una ànima nova era un repte il·lusionant. Així doncs, tot i els problemes inicials, gràcies a uns quants mecenes el 10 d'agost de 1922 la secció de Soldevila passava a dir-se Fulles de dietari i a estar escrita en català, el 15 del mateix mes hi sortia publicat el primer editorial en català, i l'1 d'octubre del mateix any, el primer número sota el nom de La Publicitat.
El primer director durant aquesta segona etapa va ser Lluís Nicolau d'Olwer i el primer redactor en cap, Carles Capdevila, procedent de La Veu de Catalunya, però que havia viscut la transformació del diari. Pompeu Fabra va col·laborar regularment amb La Publicitat, amb una secció anomenada Converses Filològiques, on hi donava unes lliçons pràctiques de llengua catalana.
Posteriorment, amb la Dictadura de Primo de Rivera i l'exili de Nicolau d'Olwer, el van succeir com a directors Martí Esteve, Carles Capdevila i Antoni Vilà i Bisa. Va ser en aquesta època quan La Publicitat es va convertir en el diari que més representava el catalanisme, tot i les constants topades amb la censura i les seva traça per evitar-la.
Més endavant, en ser l'òrgan d'un partit que esdevindria minoritari i en oposició amb el partit que dominava el Govern i el Parlament de Catalunya, va perdre influència, però va conservar el seu prestigi, fins al punt que la seva publicació va haver de ser suspesa arran dels fets del 6 d'octubre de 1934, sent substituïda pel diari Mirador, amb mateix format, redacció i número de pàgines, fins al 31 de desembre del mateix any. L'1 de gener del 1935 va tornar a sortir sota el nom de La Publicitat, però amb un número ple de blancs a causa de la censura.
Finalment, va acabar desapareixent amb l'ocupació de la ciutat de Barcelona per part de les tropes franquistes del general Yagüe el 26 de gener de 1939. El diari va marcar una època en el periodisme català pel seu to literari, excessivament intel·lectual per alguns, per l'atenció prestada a l'actualitat internacional en matèria literària, artística i política i per la varietat i el to de les seves seccions.

## Format, ubicació i preu

### Format
La Publicitat va sortir publicat amb un format de 575x420 mm nombre variable de pàgines, que anava des de les 8 fins a les 24, generalment. Durant els anys en què s'anomenava La Publicidad, va estar impresa a quatre columnes fins al número de l'1 d'octubre de 1890, quan va passar a estar-ho a cinc columnes. D'altra banda, sota el nom de La Publicitat va estar impresa a sis columnes durant els seus primers sis mesos de vida, passant a set columnes l'1 d'abril de 1923.

### Ubicació
El diari va estar imprès des dels seus inicis i fins a la seva desaparició als tallers del carrer de Barberà, 11 i 13. La seva redacció i administració es trobava inicialment a la Rambla del Mig, essent traslladada el 1915 a Passeig de Gràcia, 34, baixos. Posteriorment va passar a la Plaça de Catalunya, 3, segon pis, i l'any 1930 es va instal·lar, juntament amb Acció Catalana, al carrer de les Corts Catalanes, 589, principal, però va quedar destruïda per un bombardeig el març del 1938. Finalment, la redacció de La Publicitat va haver de refugiar-se en un domicili a la Rambla de Catalunya, 62, principal, fins que va desaparèixer.

### Preu
Pel que fa al preu, durant la seva època com La Publicidad va tenir-ne de diferents segons si la subscripció es tractava de Barcelona, de fora de la província o de l'estranger i territoris d'ultramar, i no va constar el preu del número individual a la portada fins al 18 de març de 1896, sent aquest de cinc cèntims. L'1 de febrer de 1914 va tornar a desaparèixer de la portada durant pràcticament un any, tornant a aparèixer el 10 de gener de l'any següent. L'1 de setembre de 1918 el preu es va duplicar, passant a costar 10 cèntims.
A Barcelona les subscripcions eren mensuals, i el seu preu va ser de dos reals fins al 16 de desembre de 1878, quan va passar a costar quatre rals. L'1 de desembre de 1890 el seu preu va passar a ser d'una pesseta, preu que es va mantenir fins al final de l'etapa.
Les subscripcions de fora de la província eren trimestrals, i el seu preu va ser de dotze rals fins al 16 de desembre de 1878, quan va passar a costar divuit rals. L'1 de desembre de 1890 el seu preu va passar a ser de quatre pessetes i mitja i l'1 de març de 1894 es van introduir noves modalitats semestrals i anuals per nou i setze pessetes, respectivament. L'1 de febrer de 1914 van desaparèixer aquestes dues modalitats, mantenint-se la trimestral, durant pràcticament un any, tornant a sortir a la portada el 10 de gener de l'any següent. L'1 de setembre de 1918 el preu va augmentar, passant a ser de vuit pessetes en la trimestral, de dotze pessetes el semestral i de vint-i-dos pessetes l'anual. El 23 de març de l'any següent el preu va tornar a baixar, establint-se en quatre pessetes i mitja la trimestral, nou la semestral i divuit l'anual. L'1 de gener de 1920 els preus van tornar a variar, situant-se en vuit, dotze i vint pessetes, respectivament, canviant a set pessetes i mitja, quinze i trenta l'1 de juliol del mateix any, preu que es va mantenir fins al final de l'etapa.
Finalment, les subscripcions per a l'estranger i l'ultramar també eren trimestrals, però no van aparèixer fins al 16 de desembre de 1878, amb un cost de quaranta rals, passant a costar-ne quaranta-vuit el 30 de maig de l'any següent i a trenta-sis el 13 d'octubre de 1883. L'1 de desembre de 1890 el seu preu va passar a ser de nou pessetes i l'1 de març de 1894 es van introduir noves modalitats semestrals i anuals per divuit i trenta-cinc pessetes, respectivament. L'1 de febrer de 1914 van desaparèixer aquestes dues modalitats, mantenint-se la trimestral, durant pràcticament un any, tornant a sortir a la portada el 10 de gener de l'any següent. L'1 de setembre de 1918 el preu va augmentar, passant a ser tretze pessetes en la trimestral, de vint-i-sis pessetes el semestral i de cinquanta pessetes l'anual. L'1 de gener de 1920 els preus van tornar a variar, situant-se en quinze, trenta i cinquanta-cinc pessetes, respectivament, preus que es van mantenir fins al final de l'etapa.
D'altra banda, durant els anys que es deia La Publicitat, el seu preu es va mantenir en deu cèntims fins l'1 de maig de 1932, data en què va passar a costar quinze cèntims. El 15 d'abril del 1938 el seu preu es va duplicar, costant trenta cèntims.
En canvi, les subscripcions van variar respecte l'anterior etapa, segons si es demanaven a Barcelona; Catalunya i Espanya; Amèrica Llatina o altres països, i el seu preu no va aparèixer a la portada fins al 8 d'abril de 1923, desapareixent l'1 de gener de 1927. L'1 de març de 1933 van tornar a sortir en portada, ara amb una nova categoria com eren els països amb conveni postal.
La subscripció per Barcelona era mensual i el seu preu era de dues pessetes. Posteriorment, a partir de març del 1933 va passar a costar tres pessetes i mitja, excepte durant l'etapa de Mirador, que tenia un cost de dues pessetes amb vint cèntims. El 15 d'abril del 1938, el seu preu va pujar fins a les set pessetes.
La subscripció per Catalunya i Espanya era trimestral, amb un preu de set pessetes i mitja. Posteriorment, a partir de març del 1933 el seu preu va passar a ser de deu pessetes, excepte durant l'etapa de Mirador, que va tornar a tenir un cost de set pessetes i mitja. No obstant, l'1 de juliol de 1935 el preu va pujar a deu pessetes i mitja. El 15 d'abril del 1938, el seu preu va pujar fins a les vint-i-una pessetes.
La subscripció per Amèrica Llatina era trimestral, amb un preu de vuit pessetes i mitja. Posteriorment, a partir de març de 1933 va passar a incloure també Portugal, i el seu preu era de dotze pessetes, excepte durant l'etapa de Mirador, que va tornar a tenir un cost de set pessetes i mitja. El 15 d'abril del 1938, el seu preu va pujar fins a les vint-i-quatre pessetes.
La subscripció pels països amb conveni postal va començar a estar disponible a partir de març del 1933, era trimestral i el seu preu era de divuit pessetes, però durant l'etapa de Mirador va deixar d'aparèixer. El 15 d'abril del 1938, el seu preu va pujar fins a les vint-i-sis pessetes, i fins a les trenta-sis pessetes el 29 de maig del mateix any.
Finalment, la subscripció per altres països era trimestral, i el seu preu era de vint-i-cinc pessetes. A partir de març del 1933 el seu preu va passar a ser de trenta pessetes, excepte durant l'etapa de Mirador, que va tornar a tenir un cost de vint-i-cinc pessetes i mitja. El 15 d'abril del 1938, el seu preu va pujar fins a les seixanta pessetes.

## Digitalització
El gener de 2013 es va fer pública la seva digitalització, mitjançant el portal obert Arxiu de Revistes Catalanes Antigues (ARCA), gràcies al conveni signat per la cambra del Parlament de Catalunya i la Biblioteca de Catalunya. Mitjançant l'acord, la biblioteca del Parlament facilita a la Biblioteca de Catalunya els documents digitalitzats perquè els incorpori a aquest portal, de lliure accés a tothom.